# Scie à fil diamanté

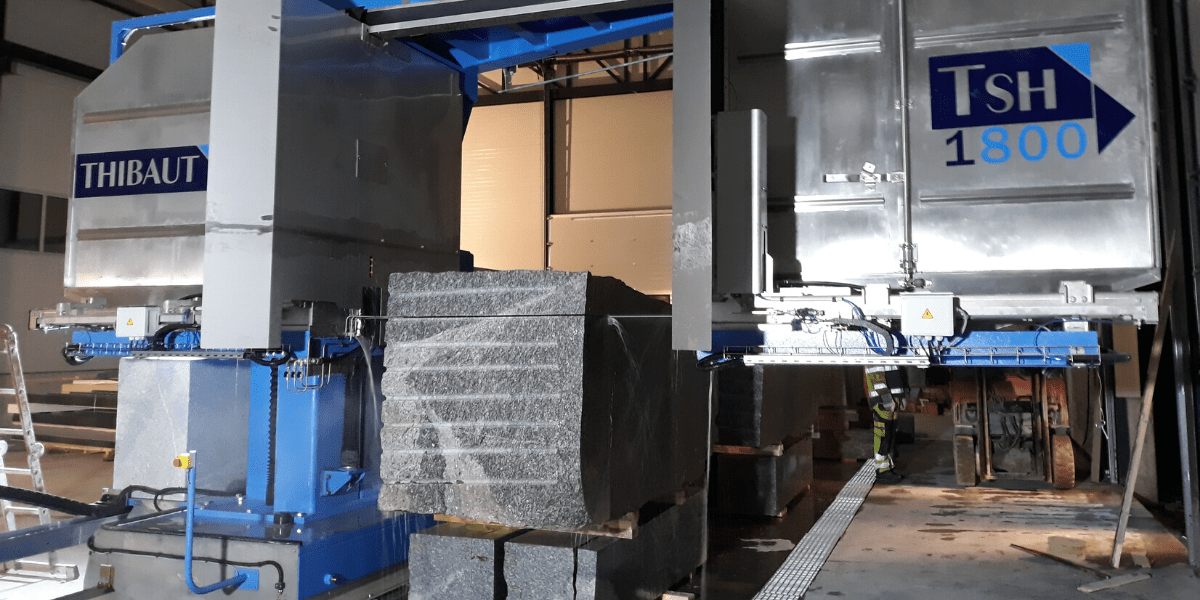
Scie à fil diamanté horizontal Thibaut

Une scie à fil diamanté est un dispositif utilisé pour découper des tranches dans des matériaux fragiles et très durs, ou lorsque l'on veut éviter une modification de structure des zones de part et d'autre de la coupe (par exemple pour éviter l'écrouissage).
Le câble diamanté a été inventé par la société Diamant Boart à la fin des années 1970 pour l'extraction du marbre en carrière de Carrare en Italie. Dans les années 1980, devant l'intérêt rencontré et les performances obtenues le câble va être utilisé pour équarrir les blocs et scier des tranches épaisses.
C'est une technique lente et coûteuse, principalement utilisée en recherche en sciences des matériaux, par exemple pour préparer des échantillons pour la microscopie électronique en transmission ou pour avoir des tranches minces de couches de rouille, ou en électronique pour découper les tranches de semi-conducteur.
Le fil, guidé, fait des aller-retour sur l'échantillon à découper qui avance lentement sous l'effet d'une pression contrôlée, en général par un système de contrepoids.